# نبرد کوه سونگ
نبرد کوه سونگ (انگلیسی: Battle of Mount Song) در سال ۱۹۴۴ بخشی از یک کمپین بزرگتر در جنوب غربی چین در طول جنگ جهانی دوم بود. نبردی با شرکت نیروهای ملی‌گرای چینی با هدف بازپس‌گیری جاده برمه بود.